# Tratado de Drohiczyn

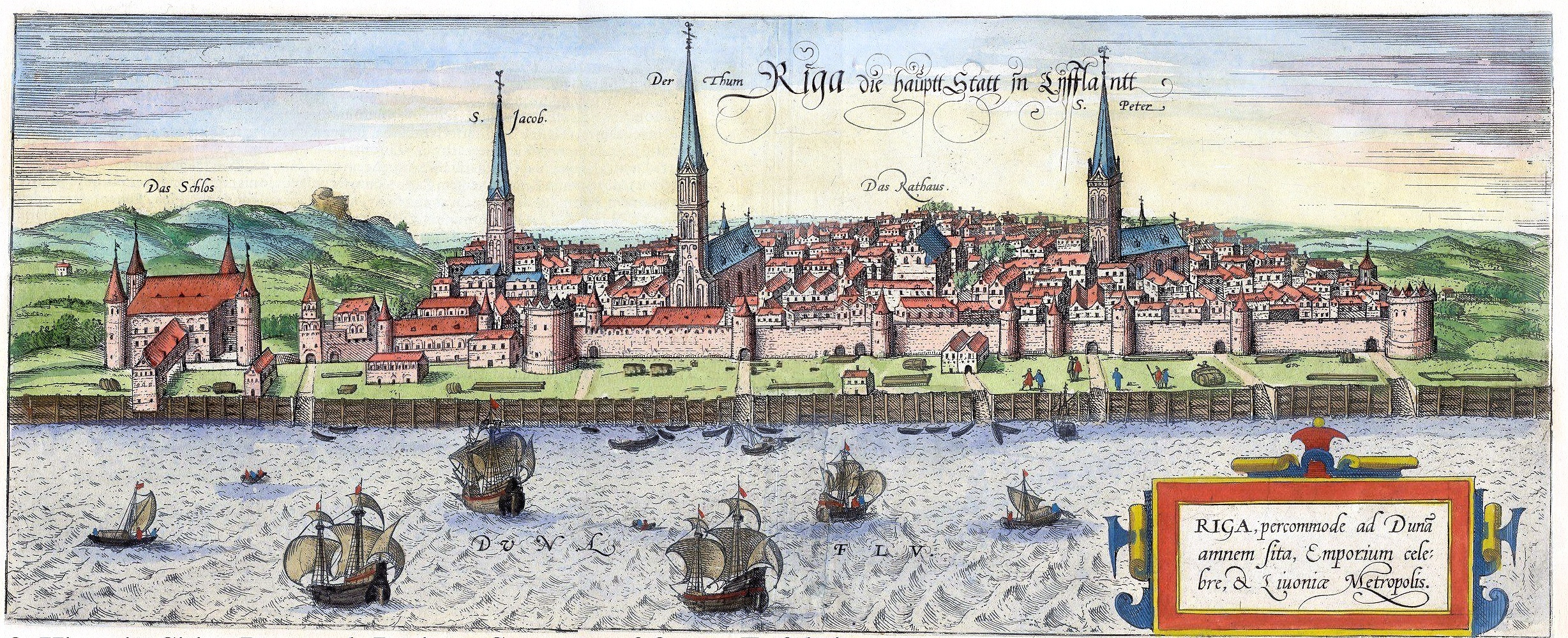
Panorama de Riga de Braun & Hogenberg, Puertos y bahías de la Mancomunidad de Polonia-Lituania.

El Tratado de Drohiczyn fue concluido el 14 de enero de 1581, durante la guerra de Livonia, entre la ciudad de Riga y la Mancomunidad de Polonia-Lituania. La antigua Ciudad Imperial Libre de Riga fue añadida a la Livonia polaco-lituana mediante este tratado. Sus libertades y privilegios fueron, en parte, confirmados en el Corpus Privilegiorum Stephanorum, pero también limitados. Una de sus burgomaestres debía ser nombrado Burggraf, y este era el funcionario polaco-lituano en la ciudad. Los cambios en los estatutos de la ciudad requerían aprobación real. Las Confesiones de Augsburgo fueron tolerados, pero la ciudad fue privada de los medios de vetar las intervenciones reales en sus asuntos eclesiásticos.